# Dorcen
A Dorcen egy 2018 szeptemberében bemutatott kínai autómárka volt, amely a Dorcen Motor Co., Ltd. tulajdonában állt. A márka járműveit a korábban a JMCG JMCGL és a Zotye Domy tulajdonában lévő létesítményekben gyártották. A márka 2021-ben csődöt jelentett. 2023-tól a márka neve Docan lett.

## Létesítmények
A Dorcennek összeszerelő üzemei voltak Jiangsu-ban és Jiangxi-ban. 2015-ben a Zotye és a Jintan Auto Group által alapított Jiangsu-i üzem Csangcsou Jintan kerületében volt, Jiangxi-ban két üzeme volt a Dorcennek: a korábbi JMCGL üzem, amely pickupok és minivanok gyártására irányult, valamint a 2018 decemberében alapított Jiangxi Dorcen Automotive Technology Industrial Park.
2022-től a Dorcen korábbi, Jiangxi-i üzemét a BYD Co Ltd üzemeltette.